# 古爾東峰
65°5′S 64°0′W / 65.083°S 64.000°W
古爾東峰（英語：Gourdon Peak）是南極洲的山峰，位於威廉群島的布斯島，由讓-巴蒂斯特·夏古率領的法國探險隊繪入地圖，以地質學家命名，現時由南極條約體系管理。